# Loïc Lagadec

Loïc Lagadec (Annonay, 12 de agosto de 1974 - ) é um prelado católico francês, bispo auxiliar de Lyon desde 9 de março de 2023.

## Biografia
Loïc Lagadec é batizado em Sainte-Foy-lès-Lyon. Ele então passou a maior parte de sua infância em Viena.].
Depois de estudar administração em Montpellier, Loïc Lagadec ingressou no seminário Saint-Irénée em Lyon. Ele estudou teologia na Universidade Católica de Lyon e lá obteve uma licença e um mestrado..
Foi ordenado sacerdote para a diocese de Grenoble-Vienne em 26 de junho de 2005 . De 2005 a 2009, foi vigário da paróquia de Saint-François d'Assise em Bourgoin-Jallieu antes de se tornar responsável pela pastoral juvenil e depois vigário episcopal para os jovens em 2011.
Em 2016, tornou-se vigário geral da diocese de Grenoble-Vienne. De fevereiro a outubro de 2022, durante a vacância da sede episcopal após a nomeação de Guy de Kerimel em Toulouse , foi administrador da diocese até a nomeação de Jean-Marc Eychenne · .
Em 9 de março de 2023, o Papa Francisco o nomeou Bispo Auxiliar de Lyon e Bispo Titular de Carpentras  , após a nomeação de Emmanuel Gobilliard , para a diocese de Digne, Riez e Sisteron em 15 de outubro de 2022. Ele será ordenado bispo em 30 de abril na Catedral de Saint Jean-Baptiste em Lyon . Aos 48 anos, era, à época de sua nomeação, o bispo mais jovem da França.